# POINT OF VIEW POINT
「POINT OF VIEW POINT」（ポイント・オブ・ビュー・ポイント）は、Cornelius（小山田圭吾）が2001年にリリースした7作目のシングルである。

## 概要
前作「STAR FRUITS SURF RIDER」から約4年ぶりのリリースとなった作品。コーネリアスの作品としては初の紙ジャケ、8cm四方のコンパクトサイズでのリリースとなった。トラットリア・メニュー237。
マタドール・レコードからもリリースされており、そちらはマキシ・シングルでジャケットが違う物になっている。
マタドール盤に収録されているヤン富田ミックスは、この作品にしか収録されていなかったが、2019年7月31日発売のPOINT リマスター盤にボーナス・トラックとして収録された。
また、マタドール盤のみ12インチレコードがリリースされている。

## 収録曲

### POINT OF VIEW POINT
1. POINT OF VIEW POINT

### POINT OF VIEW POINT（マタドール盤）
1. POINT OF VIEW POINT
2. POINT OF VIEW POINT Yann Tomita Mix
3. POINT OF VIEW POINT Enhanced Section - With Full Promo Video （ミュージック・ビデオ）

### POINT OF VIEW POINT（マタドール盤12インチレコード）
A面
1. POINT OF VIEW POINT edit
2. ANOTHER VIEW POINT edit

B面
1. POINT OF VIEW POINT Yann Tomita Mix

## 収録作品
| 発売日         | タイトル                                          | 規格品番   |
| -------------- | ------------------------------------------------- | ---------- |
| 2001年10月24日 | オリジナルアルバム『POINT』                       | PSCR-6000  |
| 2003年07月23日 | DVD『FIVE POINT ONE』                             | PSBR-5008  |
| 2003年12月10日 | 『TRIBUTE TO WALKMAN』(PST ver.)                  | GAGH-5     |
| 2008年03月19日 | DVD『from Nakameguro to Everywhere tour '02-'04』 | WPBL-90106 |
| 2009年05月13日 | The Cornelius Group『SENSUOUS SYNCHRONIZED SHOW』 | WPBL-90122 |